# 瓦克良區
11°58′43″S 77°4′47″W / 11.97861°S 77.07972°W
瓦克良區（西班牙語：Distrito de Huacllán），是秘魯的一個區，位於該國北部安卡什大區的艾哈省，始建於1936年3月5日，面積37.91平方公里，海拔高度2,986米，2002年人口512，人口密度為每平方公里14人。